# Saison 2010-2011 du Football Club de Grenoble rugby
Cette page présente le récit de la saison 2010-2011 du Football club de Grenoble rugby en Pro D2. Classé 6e la saison précédente et éliminé de la course à la qualification à la faveur des points-terrains dans les confrontations avec la Section paloise, le club ambitionne, par l'intermédiaire de son président et de son directeur sportif, une place dans les trois premiers du championnat à l'issue de cet exercice,.

## L'intersaison

### Transferts

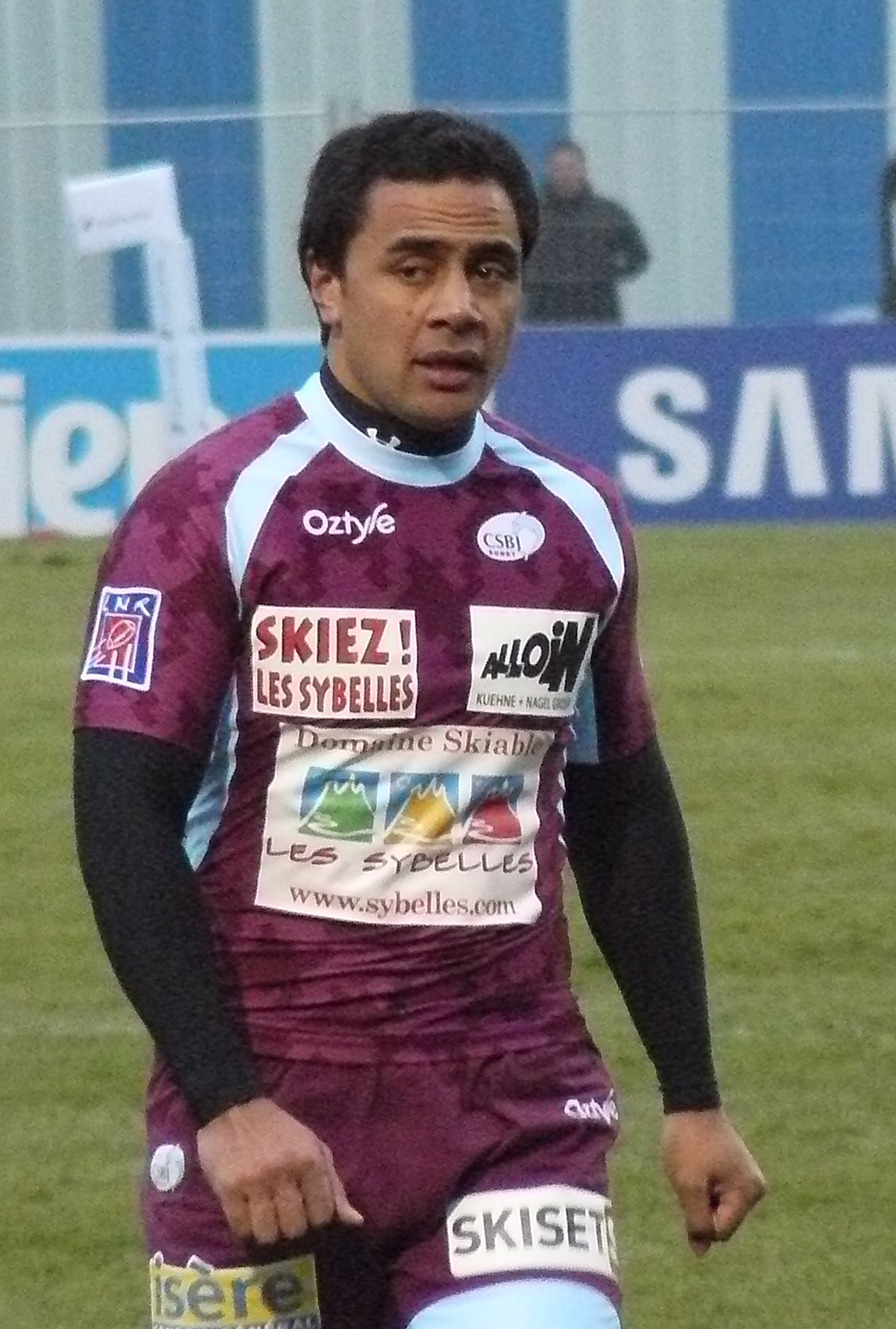
John Senio, un nouveau demi de mêlée au FC Grenoble.

Le FC Grenoble se montre actif assez tôt sur le marché des transferts en vue de la saison 2010-2011. L'arrivée de Franck Maréchal en provenance du Stade montois est en effet concrétisée dès le 31 mars 2010. Deux jours plus tard, le site officiel du club annonce le départ du capitaine Sam Cordingley, un an avant le terme de son contrat, qui souhaite rejoindre son pays natal pour des raisons familiales. Le 3 avril, on apprend qu'il a signé un contrat avec les Melbourne Rebels pour participer au nouveau Super 15, et le 22 du même mois qu'il sera remplacé par le samoan John Senio qui évoluait jusqu'alors chez voisin berjallien. Le 13 avril, le retour d'Alexis Driollet est rendu officiel. Ce joueur avait évolué entre 2006 et 2008 au club, avant de rejoindre l'effectif du Pays d'Aix rugby club alors en Fédérale 1. Le 17 avril, ce sont deux destins de 2e lignes qui se croisent avec le dévoilement du départ de Claude Dry pour l'US Dax en fin d'exercice 2009-2010 et de la signature d'un pré-contrat par le sud-africain Altenstadt Hulme en provenance de l'Union Bordeaux-Bègles pour la saison 2010-2011,. Le 22 avril, s'ajoutent trois noms au groupe des recrues : le jeune pilier géorgien Giorgi Menabdishvil et les deux ouvreurs Rory Teague d'Aurillac et Blair Stewart du SC Albi qui réintègre la Pro D2 après une saison en élite. La recrue suivante est annoncée le 5 mai : il s'agit de Rudy Chéron, un pilier formé au RC Toulon et qui jouait l'année précédente aux côtés de Jonah Lomu pour le compte du Marseille Vitrolles rugby. Le 6 mai, le club dévoile l'arrivée du 3/4 Nigel Hunt, membre des Bay of Plenty Steamers et de l'équipe de Nouvelle-Zélande de rugby à VII. Douze jours plus tard, c'est un autre centre qui est annoncé. Il s'agit de l'international à sept Rida Jahouer qui évoluait depuis 5 saisons à l'Union sportive montalbanaise. Un nouveau renfort en première ligne est annoncé le 27 mai en la personne de Dayna Edwards, pilier droit jouant jusqu'alors pour la province australienne des Queensland Reds. Pour clore son recrutement, Grenoble va finalement encore piocher deux fois dans l'effectif de l'US Montauban -décimé par sa double relégation- en faisant signer le talonneur Mirko Lozupone et l'arrière polyvalent Johan Dalla Riva.
À l'instar de la saison précédente, le renouvellement de l'effectif a donc été relativement important. On dénombre en effet 19 départs pour 13 arrivées. En outre, quelques jeunes issus du centre de formation ont eu l'occasion de signer leur premier contrat professionnel (Laurent Bouchet, Marvin O'Connor). Cette saison marque également le retour de quelques éléments écartés des terrains pour des blessures de longue durée (Grégory Fabro, Benjamin Terchi). Parmi les faits marquants du côté des partants, notons le départ d'un joueur emblématique du FC Grenoble, Gwendal Ollivier, qui a effectué jusque-là toute sa carrière à Grenoble. Son contrat n'ayant pas été renouvelé, il rejoint les rangs du Pays d'Aix RC.

Arrivées :
- Rudy Chéron, pilier ( Marseille-Vitrolles - Fédérale 1)
- Johan Dalla Riva, arrière ( US Montauban - Top 14)
- Alexis Driollet, 3e ligne ( Pays d'Aix RC - Pro D2)
- Dayna Edwards, pilier ( Queensland Reds - Super 14)
- Altenstadt Hulme, 2e ligne ( Bordeaux-Bègles - Pro D2)
- Nigel Hunt, trois-quarts centre ( Bay of Plenty Steamers - NPC)
- Rida Jahouer, trois-quarts centre ( US Montauban - Top 14)
- Mirko Lozupone, talonneur ( US Montauban - Top 14)
- Franck Maréchal, 3e ligne ( Stade montois - Pro D2)
- Giorgi Menabdishvil, pilier ( RC Loly)
- John Senio, demi de mêlée ( CS Bourgoin-Jallieu - Top 14)
- Blair Stewart, demi d'ouverture ( SC Albi - Top 14)
- Rory Teague, demi d'ouverture ( Stade aurillacois - Pro D2)

Départs :
- Adil Achahbar, demi de mêlée ( Colomiers rugby - Pro D2)
- Danie de Beer, demi d'ouverture ( Pays d'Aix RC - Pro D2)
- Julien Campo, talonneur ( Villefranche-de-Lauragais - Fédérale 3)
- Richard Choirat, pilier ( Section paloise - Pro D2)
- Sam Cordingley, demi de mêlée ( Melbourne Rebels - Super 15)
- Claude Dry, 2e ligne ( US Dax - Pro D2)
- Pierre-Alexandre Dut, demi d'ouverture ( FC Auch - Pro D2)
- William Helu, trois-quarts centre ( Limoges rugby - Fédérale 1)
- Clément Imbert, ailier (Destination inconnue)
- Pierre Laurent, 3e ligne aile ( CS Vienne - Fédérale 2)
- Benoît Lotito, trois-quarts centre ( CA Saint-Étienne - Pro D2)
- Guillaume Meynard, talonneur ( SO Voiron - Fédérale 2)
- Andy Newman, 2e ligne (Destination inconnue)
- Gwendal Ollivier, 3e ligne aile ( Pays d'Aix RC - Pro D2)
- Benjamin Perrier, pilier ( SO Chambéry - Fédérale 2)
- Otto Rasch, pilier ( AS Mâcon - Fédérale 1)
- Baptiste Rey-Gorrez, 3e ligne aile ( SO Chambéry - Fédérale 2)
- Pierre Rochette, demi de mêlée ( Pays d'Aix RC - Pro D2)
- Troy Takiari, pilier (Destination inconnue)
- Damien Vidal, demi d'ouverture ( RC Narbonne - Pro D2)

### Matchs de préparation
Pour accompagner la fin de sa préparation, le FC Grenoble a disputé à la fin juillet et au mois d'août 2010 a disputé trois matchs amicaux face :
- Au Stade rochelais, fraîchement promu en Top 14, à Angoulême (match nul 17-17),
- Au Pays d'Aix RC, sauvé de la relégation (actée sportivement) en Fédérale 1  en raison de la relégation administrative de l'US Montauban dans cette même division, à Voiron (victoire 15-13),
- À l'US Oyonnax, rival rhônalpin, au Stade Lesdiguières (victoire 23-9).

Notons que cette série de rencontres a été amputée de la réception du voisin Berjallien, pensionnaire de l'élite, qui a tardivement annulé son déplacement à Grenoble prévu un jour seulement après son match amical contre le Stade toulousain,.

## Le groupe
Après le retour de Sam Cordingley dans son pays natal, le staff décide en début de saison de confier les galons de capitaine à un autre joueur d'origine australienne, le deuxième ligne Andrew Farley. Arrivé au sein du club la saison précédente, il s'est très rapidement imposé comme un leader de jeu et de vestiaire. Il sera secondé par un « ancien », l'arrière Fabien Gengenbacher, qui évolue depuis 6 saisons chez les « rouges et bleus ».
| Staff technique   |                         |             |
| Nom               | Fonction                | Nationalité |
| Sylvain Bégon     | Entraîneur des avants   | France      |
| Franck Corrihons  | Entraîneur des arrières | France      |
| Cédric Fourrier   | Kinésithérapeute        | France      |
| Fabrice Landreau  | Directeur sportif       | France      |
| Régis Lanthaume   | Préparateur physique    | France      |
| Claude Mignaçabal | Entraîneur des buteurs  | France      |

| Effectif professionnel       |                  |            |                      |                                  |                 |
| Nom                          | Poste            | Naissance  | Nationalité sportive | Dernier club                     | Arrivée au club |
| Thomas Bianchin              | Talonneur        | 11/08/1987 | France               | Formé au club                    | -               |
| Laurent Bouchet              | Talonneur        | 23/08/1988 | France               | Formé au club                    | -               |
| Mirko Lozupone               | Talonneur        | 29/07/1984 | France               | US Montauban (Top 14)            | 2010            |
| Rudy Chéron                  | Pilier           | 19/02/1981 | France               | Marseille Vitrolles (Fédérale 1) | 2010            |
| Romain David                 | Pilier           | 21/04/1982 | France               | Formé au club                    | -               |
| Dayna Edwards                | Pilier           | 19/02/1981 | Nouvelle-Zélande     | Queensland Reds (Super 14)       | 2010            |
| Grégory Fabro                | Pilier           | 28/02/1986 | France               | Formé au club                    | -               |
| James Lakepa                 | Pilier           | 04/06/1980 | Samoa                | Western Sydney Rams (ARC)        | 2009            |
| Giorgi Menabdishvil          | Pilier           | 17/02/1990 | Géorgie              | RC Loly                          |                 |
| Kenan Mutapcic               | Pilier           | 06/11/1979 | Bosnie-Herzégovine   | US Bressane (Pro D2)             | 2009            |
| Andrew Farley                | 2e ligne         | 21/08/1980 | Irlande              | Connacht Rugby (Celtic League)   | 2009            |
| Altenstadt Hulme             | 2e ligne         | 10/10/1981 | Afrique du Sud       | Union Bordeaux Bègles (Pro D2)   | 2010            |
| Régis Sigoire                | 2e ligne         | 31/05/1979 | France               | RC Chalon-sur-Saône (Fédérale 1) | 2007            |
| Cyril Veyret                 | 2e ligne         | 30/01/1988 | France               | Formé au club                    | -               |
| Roland Bernard               | 3e ligne         | 14/11/1981 | Afrique du Sud       | Stade montois (Pro D2)           | 2009            |
| Jonathan Best                | 3e ligne         | 02/08/1983 | France               | Formé au club                    | -               |
| Olivier Chaplain             | 3e ligne         | 02/01/1982 | France               | AS Béziers (Pro D2)              | 2009            |
| Alexis Driollet              | 3e ligne         | 10/08/1984 | France               | Pays d'Aix RC (Pro D2)           | 2010            |
| Franck Maréchal              | 3e ligne         | 12/06/1982 | France               | Stade montois (Pro D2)           | 2010            |
| Flavien Nouhaillaguet        | 3e ligne         | 16/03/1989 | France               | Formé au club                    | -               |
| Alexandre Pollard            | 3e ligne         | 16/03/1990 | France               | Formé au club                    | -               |
| Kietaka « Tukino » Talasinga | 3e ligne         | 11/07/1977 | Tonga                | RC Toulon (Pro D2)               | 2007            |
| Marvin O'Connor              | Demi de mêlée    | 18/04/1991 | France               | Formé au club                    | -               |
| Jonathan Pélissié            | Demi de mêlée    | 06/06/1988 | France               | CA Brive (Top 14)                | 2009            |
| John Senio                   | Demi de mêlée    | 10/09/1982 | Samoa                | CS Bourgoin-Jallieu (Top 14)     | 2010            |
| Jonathan Quinnez             | Demi d'ouverture | 27/04/1990 | France               | Formé au club                    | -               |
| Blair Stewart                | Demi d'ouverture | 02/10/1983 | Nouvelle-Zélande     | SC Albi (Top 14)                 | 2010            |
| Rory Teague                  | Demi d'ouverture | 12/02/1985 | Angleterre           | Stade aurillacois (Pro D2)       | 2010            |
| Pierre Aguillon              | Centre           | 27/03/1987 | France               | FC Auch (Pro D2)                 | 2009            |
| Nigel Hunt                   | Centre           | 14/05/1983 | Nouvelle-Zélande     | Bay of Plenty Steamers (NPC)     | 2010            |
| Rida Jahouer                 | Centre           | 07/07/1980 | France               | US Montauban (Top 14)            | 2010            |
| Denis Lison                  | Centre           | 25/02/1983 | France               | Biarritz olympique (Top 14)      | 2008            |
| Jone Daunivucu               | Ailier           | 01/06/1977 | Fidji                | Tarbes PR (Pro D2)               | 2007            |
| Lucas Dupont                 | Ailier           | 19/03/1990 | France               | Formé au club                    | -               |
| Wylie Human                  | Ailier           | 16/02/1979 | Afrique du Sud       | Stormers (Super 14)              | 2009            |
| Benjamin Terchi              | Ailier           | 03/07/1985 | France               | Formé au club                    | -               |
| Johan Dalla Riva             | Arrière          | 02/09/1978 | France               | US Montauban (Top 14)            | 2010            |
| Hugo Dupont                  | Arrière          | 29/09/1988 | France               | Formé au club                    | -               |
| Fabien Gengenbacher          | Arrière          | 13/01/1984 | France               | Lyon OU (Pro D2)                 | 2006            |

## Récit de la saison de Pro D2

### Des débuts décevants
Pour le FCG, la rentrée des classes a lieu le 28 août avec la réception du Stade montois. Première sortie et premier revers qui vient rompre la série d'un an et 14 matchs sans défaites à Lesdiguières (9-12). Au menu, une opposition sans saveur qui voit les landais dominer devant et profiter judicieusement des fautes concédées par leurs hôtes du jour. Le déchet dans les tentatives et les transmissions, mais surtout dans les phases de conquête, a totalement compromis les chances grenobloises. Dépité, le directeur Fabrice Landreau déclare notamment à l'issue de la rencontre : « En 80 minutes on vient de faire tomber un an de travail… je suis déçu. Il va falloir être pragmatique, constant et surtout travailler. Aujourd'hui le gros point noir de Grenoble c'est sa conquête. la mêlée a été inexistante en première période et la touche n'a pas donné grand chose. « No scrum no win »... Ce qui me gène ce n'est pas la défaite mais la prestation. ». En quête de rachat, les grenoblois se rendent à Tarbes pour le compte de la 2e journée, dans un stade où ils n'ont pas réussi à s'imposer depuis le retour du club en Pro D2 en 2006. En dépit de certaines améliorations observées en conquête, et à l'instar de l'année précédente, l'indiscipline (6 pénalités encaissés qui se rajoutent aux 2 cartons jaunes reçus) et les maladresses vont leur coûter la victoire mais pas le point de bonus défensif (19-25).

### Premières victoires en championnat
C'est donc toujours à la recherche de sa première victoire que le FC Grenoble -qui pointe à une 14e place au classement- s'apprête à recevoir le promu carcassonnais. Franck Corrihons prévient même : « On ne va pas se le cacher, si on perd un deuxième match de suite à domicile, cela va être compliqué. On a besoin de victoire pour lancer la saison. ». La pression est donc clairement sur les épaules des locaux au coup d'envoi. Globalement dominateurs, ces derniers vont offrir une victoire bonifiée à leur public, grâce à un doublé de Human et un essai de pénalité, non s'en s'être fait peur en ayant vu revenir les visiteurs à 18-18 à 20 minutes du coup de sifflet final par la botte de Rosalen (31-18). La semaine suivante, c'est l'Union Bordeaux Bègles qui se présente à Lesdiguières. Bien qu'ayant joué en supériorité numérique pendant 20 minutes, les Grenoblois ne vont jamais parvenir à décrocher leur hôtes au tableau de marque et vont même être menés de 7 points avant que Gengenbacher ne ponctue son entrée en jeu d'un essai, transformé par Stewart. Finalement, cette rencontre se solde par un match nul (16-16) qui plonge encore un peu plus les rouges et bleus dans le doute,. Pour expliquer cette déconvenue, Fabrice Landreau évoque l'adaptation encore balbutiant des recrues (« On a un groupe de qualité. Cela prend juste un peu plus de temps que prévu pour en tirer le maximum. Il ne faut pas oublier qu'aujourd'hui il y avait quand même 11 nouveaux sur la feuille de match... ») sans omettre les problèmes rencontrés en touche (« La touche a encore été très déficiente et nous a privé de ballons. »).
Pour conclure la première série de 5 matchs, Grenoble se rend dans les Bouches-du-Rhône pour y affronter le Pays d'Aix RC, déjà en difficulté en championnat et dernier au classement. Au gré des blessures, c'est une équipe alpine remaniée qui est composée. Parmi les faits notables, Hunt et Gengenbacher glissent respectivement à la mêlée et à l'ouverture (en remplacement de John Senio et Blair Stewart), alors qu'il ne s'agit pas a priori de leurs postes de prédilection. La première mi-temps est totalement à l'avantage des visiteurs qui inscrivent 3 essais (dont un doublé de Human) sans encaisser le moindre point. La seconde période sera d'un autre acabit, et bien que parvenant à alourdir le score avec 2 nouvelles réalisations, la défense des Grenoblois sera franchie à 3 reprises. S'il disposent à l'arrivée des aixois par une marge confortable (36-21), le point de bonus offensif va leur échapper. Le FCG se rassure mais les carences défensives inquiètent avant le déplacement au LOU.

### Déroute à Gerland
Après une pause d'une semaine se profile donc le plus court -mais néanmoins périlleux- déplacement à Lyon, 2e du championnat. Annoncé comme l'un des grands favoris à l'accession en Top 14, le club rhodanien va se montrer digne de son statut tout d'abord en parvenant à garnir le stade de Gerland de 30 803 spectateurs pour établir un nouveau record d'affluence lors d'un match de Pro D2. Ensuite, sur le plan du jeu, les Lyonnais vont surclasser le FC Grenoble en inscrivant 5 essais contre 2. Après 25 minutes équilibrés au tableau d'affichage, les joueurs du LOU vont dominer les débats en procédant d'abord par contres, puis en installant un jeu de mouvement débordant totalement la défense grenobloise (20-39). Avec seulement 13 points au classement, alors que le leader albigeois émarge à 26 points grâce à 6 victoires en 6 matchs, le FC Grenoble se retrouve, à la mi-octobre, hors de la feuille de route qu'il s'était fixée en début d'exercice.
Le retour à Lesdiguières, lors de la 7e journée, voit la venue de Colomiers, une équipe en perte de vitesse en dépit d'un bon début de championnat (3 victoires lors des 3 premières journées). Le match va rapidement pencher en faveur des Grenoblois qui vont inscrire 3 essais en l'espace de 25 minutes par Aguillon et O'Connor (2 fois) qui honore sa première titularisation en rouge et bleu. Tournant à 21-6 à la pause, les locaux vont garder la mainmise sur la partie en seconde période et rajouter 2 réalisations pour aboutir à un score ample et décrocher le bonus offensif (36-6). Cette journée de championnat a par ailleurs été le théâtre de deux chocs en haut du classement. Aurillac (3e) défait Lyon (2e) à domicile sur le score de 22 à 9 devient le nouveau dauphin d'Albi, toujours leader mais étrillé sur la pelouse de Bordeaux-Bègles (5e) qui s'impose 47-9 en prenant le bonus offensif. Au quart du championnat, Grenoble rentre dans la zone des potentiels demi-finalistes (5e à l'issue du week-end) mais la Pro D2 est plus que jamais indécise (seulement 6 points séparent les Grenoblois du 14e, Aix-en-Provence).

### Reprise en main
C'est ensuite le leader Albi qui vient défier les Grenoblois à Lesdiguières. Sous une pluie battante qui annihile les quelques velléités offensives des deux équipes, le FCG sort vainqueur du duel de buteurs (6 pénalités de Dalla Riva contre 4 réalisations de Manca) et remporte la victoire en laissant toutefois le point de bonus défensif à son adversaire (18-12). Les Albigeois restent leader de la Pro D2 d'une courte tête alors que Grenoble se maintient à la 5e place à l'issue de cette journée.
Le week-end suivant, Grenoble se déplace à Narbonne pour le compte de la 9e journée. Si ce match est l'occasion de faire une belle performance à l'extérieur face à des Audois qui ont du mal à lancer leur saison, le FCG ne saura pas la saisir, en dépit d'une bonne entame (10 points d'avance au bout de 10 minutes), et s'incline à nouveau à l'extérieur avec 6 points d'écart (19-25). Malgré la belle performance au pied de Dalla Riva, les Grenoblois sortent de la zone des 5 premiers et glissent à la 7e place, à 8 points du duo de tête formé par Lyon (nouveau leader) et son dauphin Abli.

## Résultats et statistiques
Section mise à jour après la 15e journée.

### Classement en Pro D2
| Class. | Évol. | Britt. | Équipe               | J  | G  | N | P  | BO | BD | PP  | PC  | Diff. | Pts |
| ------ | ----- | ------ | -------------------- | -- | -- | - | -- | -- | -- | --- | --- | ----- | --- |
| 1      |       | +25    | SC Albi (R)          | 15 | 12 | 1 | 2  | 2  | 1  | 366 | 277 | +89   | 53  |
| 2      |       | +21    | Lyon OU              | 15 | 10 | 1 | 4  | 4  | 3  | 347 | 219 | +128  | 49  |
| 3      |       | +13    | FC Grenoble          | 15 | 9  | 1 | 5  | 3  | 4  | 345 | 259 | +86   | 45  |
| 4      |       | +7     | US Carcassonne (P)   | 15 | 9  | 0 | 6  | 3  | 4  | 348 | 297 | +51   | 43  |
| 5      |       | +14    | U Bordeaux Bègles    | 15 | 9  | 1 | 5  | 2  | 2  | 351 | 282 | +69   | 42  |
| 6      |       | +5     | Tarbes PR            | 15 | 8  | 0 | 7  | 0  | 5  | 324 | 305 | +19   | 37  |
| 7      |       | +5     | Stade montois        | 15 | 7  | 0 | 8  | 3  | 6  | 306 | 216 | +90   | 37  |
| 8      |       | +9     | Stade aurillacois    | 15 | 8  | 0 | 7  | 1  | 4  | 297 | 256 | +41   | 37  |
| 9      |       | +2     | US Oyonnax           | 15 | 6  | 2 | 7  | 2  | 4  | 284 | 214 | +70   | 34  |
| 10     |       | +1     | Section paloise      | 15 | 8  | 0 | 7  | 0  | 1  | 260 | 316 | -56   | 33  |
| 11     |       | +1     | RC Narbonne          | 15 | 7  | 0 | 8  | 0  | 5  | 299 | 333 | -34   | 33  |
| 12     |       | +3     | FC Auch              | 15 | 6  | 1 | 8  | 0  | 5  | 251 | 293 | -42   | 31  |
| 13     |       | -5     | Colomiers rugby      | 15 | 5  | 2 | 8  | 0  | 3  | 225 | 313 | -88   | 27  |
| 14     |       | -2     | Pays d'Aix RC (*)    | 15 | 6  | 0 | 9  | 0  | 2  | 243 | 289 | -46   | 26  |
| 15     |       | -7     | US Dax               | 15 | 4  | 0 | 11 | 2  | 3  | 259 | 338 | -79   | 21  |
| 16     |       | -13    | CA Saint-Étienne (P) | 15 | 1  | 1 | 13 | 0  | 5  | 214 | 512 | -298  | 11  |

(*) Le Pays d'Aix rugby club, sportivement relégué en Fédérale 1 à l'issue de la saison 2009-10 de Pro D2, 
 est finalement repêché à la suite de la rétrogradation administrative de l'Union sportive montalbanaise.

### Bilans individuels
Le tableau ci-dessous présente pour chaque joueur le nombre de matchs qu'ils a joué (J, avec entre parenthèses le nombre de titularisations), d'essais qu'il a inscrit (E), de transformations, pénalités et drops réussis (T, P, D) ainsi que les différents cartons qu'il a reçus au cours de la saison de Pro D2 2010-11.
| Joueur                | Utilisation                 | J       | E   | T         | P  | D |   |   |
| Pierre Aguillon       | 3/4 centre                  | 6 (6)   | 2   | 0         | 0  | 0 | 1 | 0 |
| Roland Bernard        | 3e ligne aile               | 11 (7)  | 0   | 0         | 0  | 0 | 0 | 0 |
| Jonathan Best         | 3e ligne aile et centre     | 13 (7)  | 1   | 0         | 0  | 0 | 0 | 0 |
| Thomas Bianchin       | Talonneur                   | 14 (9)  | 5   | 0         | 0  | 0 | 0 | 0 |
| Laurent Bouchet       | Talonneur                   | 0 (0)   | 0   | 0         | 0  | 0 | 0 | 0 |
| Olivier Chaplain      | 3e ligne centre             | 12 (9)  | 0   | 0         | 0  | 0 | 0 | 0 |
| Rudy Chéron           | Pilier droit                | 14 (6)  | 0   | 0         | 0  | 0 | 0 | 0 |
| Johan Dalla Riva      | Ailier et arrière           | 14 (12) | 0   | 12        | 25 | 0 | 0 | 0 |
| Jone Daunivucu        | Ailier                      | 7 (6)   | 3   | 0         | 0  | 0 | 0 | 0 |
| Romain David          | Pilier gauche               | 14 (6)  | 1   | 0         | 0  | 0 | 0 | 0 |
| Alexis Driollet       | 3e ligne aile               | 9 (7)   | 0   | 0         | 0  | 0 | 1 | 0 |
| Hugo Dupont           | Arrière                     | 0 (0)   | 0   | 0         | 0  | 0 | 0 | 0 |
| Lucas Dupont          | Ailier                      | 7 (6)   | 3   | 0         | 0  | 0 | 0 | 0 |
| Dayna Edwards         | Pilier droit                | 11 (7)  | 0   | 0         | 0  | 0 | 0 | 0 |
| Grégory Fabro         | Pilier gauche               | 1 (1)   | 0   | 0         | 0  | 0 | 0 | 0 |
| Andrew Farley         | 2e ligne                    | 15 (15) | 0   | 0         | 0  | 0 | 0 | 0 |
| Fabien Gengenbacher   | Arrière et demi d'ouverture | 13 (11) | 2   | 0         | 0  | 2 | 0 | 0 |
| Altenstadt Hulme      | 2e ligne                    | 5 (4)   | 0   | 0         | 0  | 0 | 0 | 0 |
| Wylie Human           | Ailier                      | 11 (10) | 5   | 0         | 0  | 0 | 1 | 0 |
| Nigel Hunt            | Demi de mêlée et 3/4 centre | 13 (11) | 1   | 0         | 0  | 0 | 0 | 0 |
| Rida Jahouer          | 3/4 centre                  | 13 (11) | 1   | 0         | 0  | 0 | 1 | 0 |
| James Lakepa          | Pilier droit                | 6 (2)   | 0   | 0         | 0  | 0 | 0 | 0 |
| Denis Lison           | 3/4 centre                  | 6 (3)   | 0   | 0         | 0  | 0 | 0 | 0 |
| Mirko Lozupone        | Talonneur                   | 14 (6)  | 1   | 0         | 0  | 0 | 0 | 0 |
| Franck Maréchal       | 3e ligne aile               | 11 (10) | 3   | 0         | 0  | 0 | 1 | 0 |
| Giorgi Menabdishvil   | Pilier gauche               | 0 (0)   | 0   | 0         | 0  | 0 | 0 | 0 |
| Kenan Mutapcic        | Pilier gauche               | 14 (8)  | 0   | 0         | 0  | 0 | 0 | 0 |
| Flavien Nouhaillaguet | 3e ligne centre             | 2 (1)   | 0   | 0         | 0  | 0 | 0 | 0 |
| Marvin O'Connor       | Demi de mêlée et ailier     | 9 (7)   | 2   | 0         | 0  | 0 | 0 | 0 |
| Jonathan Pélissié     | Demi de mêlée               | 11 (5)  | 1   | 0         | 0  | 0 | 0 | 0 |
| Alexandre Pollard     | Troisième ligne             | 1 (0)   | 0   | 0         | 0  | 0 | 0 | 0 |
| Jonathan Quinnez      | Demi d'ouverture            | 0 (0)   | 0   | 0         | 0  | 0 | 0 | 0 |
| John Senio            | Demi de mêlée               | 13 (9)  | 0   | 0         | 0  | 0 | 0 | 0 |
| Régis Sigoire         | 2e ligne                    | 1 (1)   | 0   | 0         | 0  | 0 | 0 | 0 |
| Blair Stewart         | Demi d'ouverture            | 9 (6)   | 0   | 6         | 12 | 0 | 0 | 0 |
| Kietaka Talasinga     | 2e et 3e ligne              | 13 (6)  | 0   | 0         | 0  | 0 | 1 | 0 |
| Rory Teague           | Demi d'ouverture et arrière | 10 (2)  | 0   | 7         | 6  | 0 | 0 | 0 |
| Benjamin Terchi       | Ailier                      | 0 (0)   | 0   | 0         | 0  | 0 | 0 | 0 |
| Cyril Veyret          | 2e ligne                    | 9 (8)   | 0   | 0         | 0  | 0 | 0 | 0 |
| Totaux :              | Totaux :                    |         | 32* | 25 (78 %) | 43 | 2 | 6 | 0 |

* Dont 1 essai de pénalité.

### Équipe-Type
1. Kenan Mutapcic  2. Thomas Bianchin 3. Dayna Edwards

4. Andrew Farley  5. Altenstadt Hulme 

6. Roland Bernard 8. Olivier Chaplain 7. Franck Maréchal 

9. Jonathan Pélissié ou John Senio 10. Blair Stewart 

11. Jone Daunivucu ou Wylie Human 12. Nigel Hunt 13. Rida Jahouer 14. Marvin O'Connor ou Lucas Dupont 

15. Fabien Gengenbacher ou Johan Dalla Riva 